# Paola Berenstein Jacques
Paola Berenstein Jacques (Rio de Janeiro, Brasil, 1968) é arquiteta, urbanista e docente brasileira que realizou parte de sua formação em Paris. Atualmente é professora da Faculdade de Arquitetura da Universidade Federal da Bahia (FAUFBA), do Programa de Pós-Graduação em Arquitetura e Urbanismo (PPG-AU/FAUFBA) e do Programa de Pós-Graduação em Artes Visuais da mesma universidade.

## Trajetória
É uma referência do pensamento crítico na América Latina, tendo enfocado nas novas teorias e práticas do corpo no contexto urbano .
Em seu último livro, Elogio aos Errantes, propõe uma "errantología urbana” - entendida como a arte de errar na cidade - como forma de luta contra a crescente espetacularização da vida urbana contemporânea.
Coordena o grupo de estudos Laboratório Urbano (Faculdade de Arquitetura, Universidade Federal da Bahia). Foi membro titular do Conselho Acadêmico de Pesquisa e Extensão (CAPEX) da UFBA e da diretoria da Associação Nacional de Pós-graduação e Pesquisa em Planejamento Urbano e Regional (ANPUR).

## Publicações
Livros de sua autoria:
- "Les favelas de Rio". (Paris, l'Harmattan, 2001)
- Estética da Ginga. (Rio de Janeiro, Casa da Palavra, 2001)
- "Esthétique des favelas". (Paris, l'Harmattan, 2003)
- Corpos e cenários urbanos. (Salvador, Edufba, 2006)
- Elogio aos errantes. (Salvador: Edufba, 2012) https://repositorio.ufba.br/ri/bitstream/ri/7894/3/Elogio_aos_Errantes_RI.pdf

Como co-autora, escreveu:
- Maré, vida na favela (Rio de Janeiro, Casa da Palavra, 2002)

Como organizadora:
- Apologia da deriva: escritos situacionistas sobre a cidade. (Organização de coletânea) Rio de Janeiro: Casa da Palavra, 2003
- Corps et Décors urbains (Paris, l'Harmattan, 2006)
- Corpos e cenários urbanos (Salvador, Edufba, 2006) https://repositorio.ufba.br/ri/bitstream/ri/16874/3/corpos-e-cenarios-urbanos.pdf
- Corpocidade: debates, ações e articulações. (Salvador, Edufba, 2010)http://www.corpocidade.dan.ufba.br/2010/prelo.html

- Corpocidade: gestos urbanos. (Salvador, Edufba, 2017)http://www.corpocidade5.dan.ufba.br/index.php/livro/

Experiências Metodológicas para a compreensão da complexidade da cidade contemporânea. (Salvador, Edufba, 2015)http://www.laboratoriourbano.ufba.br/pronem/p07.html
Nebulosas do Pensamento Urbanístico. Tomo 1. (Salvador, Edufba, 2018)http://www.laboratoriourbano.ufba.br/?publicacoes=nebulosas-modos-de-pensar